# Immenberg (Thurgau)
Der Immenberg (Landeskarte der Schweiz: Imebärg) ist ein Hügelzug südöstlich von Frauenfeld im Kanton Thurgau. Ein grosser Teil der Waldkuppe ist ein Naturschutzgebiet mit einer grossen Artenvielfalt von Flora und Fauna.

## Geschichte
Bereits um 779 ist der Name Immo, eines Grossgrundbesitzers, mehrfach aktenkundig im Zusammenhang mit dem Immenberg. Ausgrabungen des Amtes für Archäologie des Kantons Thurgau ergaben, dass der Immenberg schon vor über 6000 Jahren von Menschen besiedelt war. Auf dem Hochplateau liegt die Burg Spiegelberg, die um 1200 erstmals erwähnt wurde und wo heute noch der Halsgraben und der Burghügel an die einstige Anlage erinnern. Nicht weit davon entfernt steht das Schloss Sonnenberg, das noch vorhanden ist. Heute ist der Immenberg ein Naherholungsgebiet für Ausflüge und Wanderungen. Das Naturschutzgebiet ist dank der speziellen Tier- und Pflanzenwelt von internationaler Bedeutung.

## Naturschutzgebiet

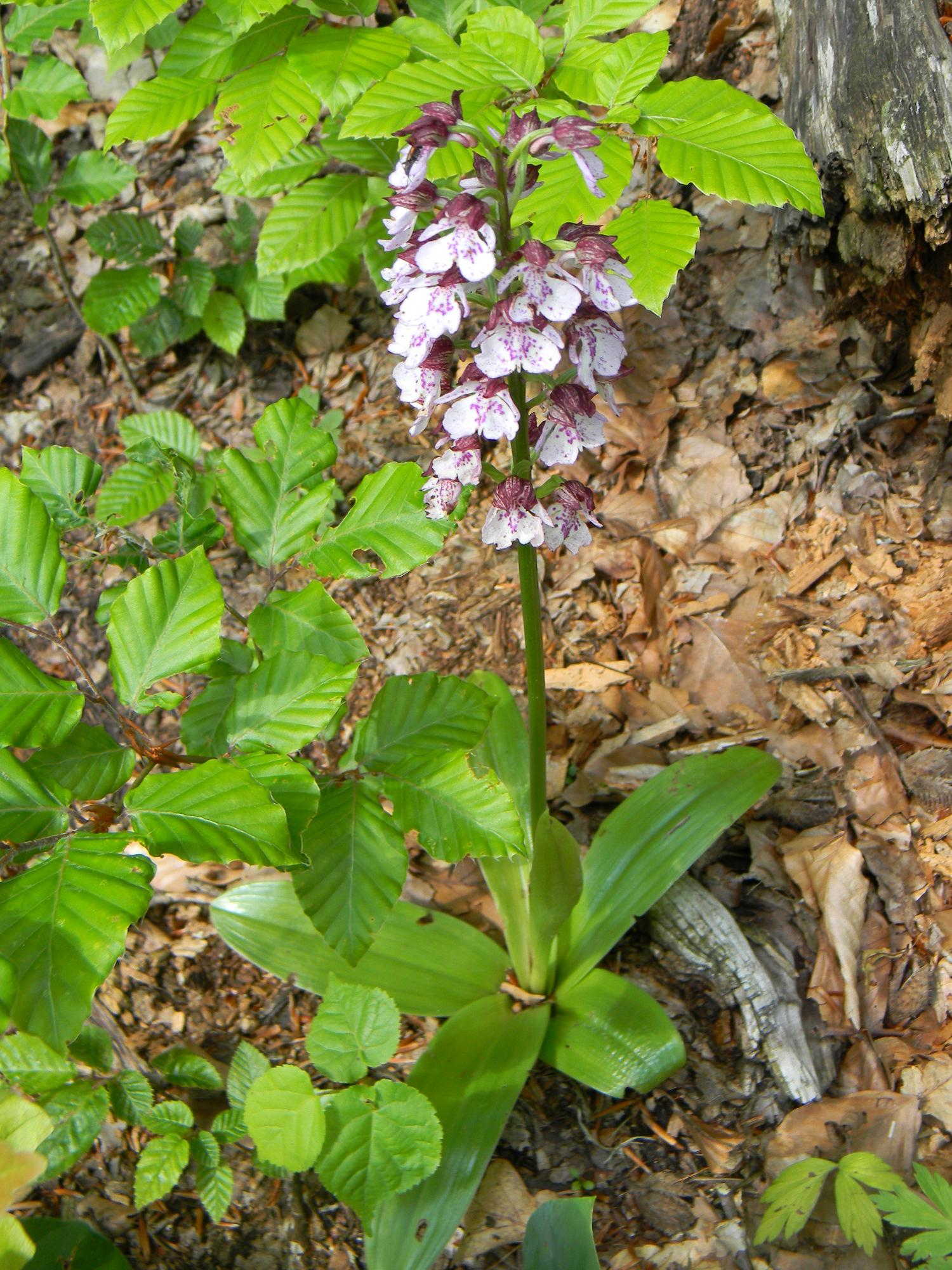
Purpur-Knabenkraut

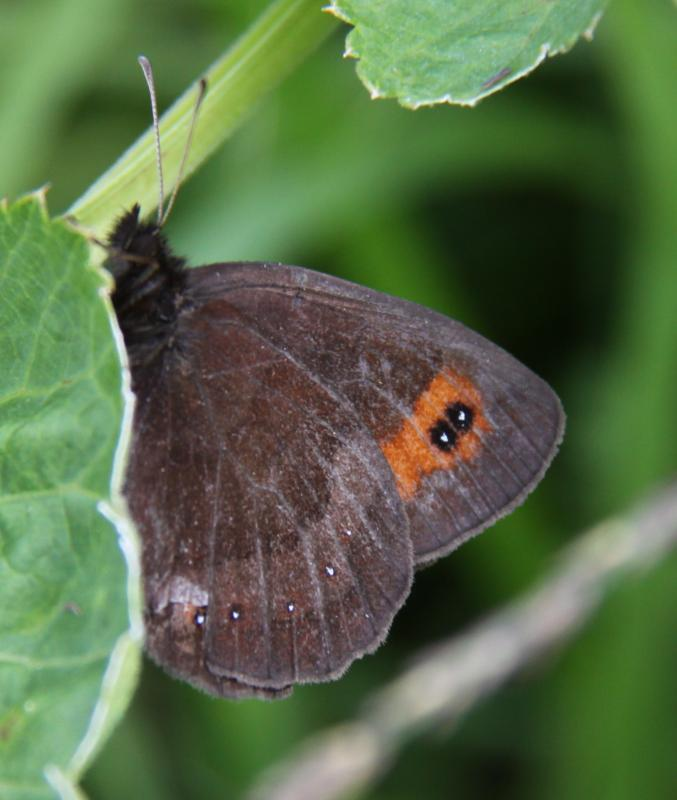
Waldteufel

Schon 1939 ergab eine Exkursion von Naturfreunden, dass der Immenberg eine besondere Landschaft, mit grösster Artenvielfalt, darstellte. 1970 wurden Anstrengungen unternommen, das Gebiet unter Schutz zu stellen. Dies wurde 1977 mit der Aufnahme ins Bundesinventar für schützenswerte Landschaften vollzogen. Heute umfasst das Naturschutzgebiet Immenberg 39 Hektaren und ist zum grossen Teil im Besitz der Pro Natura.

### Geologie
Während die Thurgauer Landschaft grösstenteils von Grundmoränen der Eiszeiten und von Schwemmlandebenen geprägt ist, tritt am Immenberg die darunter liegende
Molasse zu Tage. Molasseböden – Nagelfluh, Sandstein, Mergel – sind nährstoffarm. Gleichzeitig spielt die Exposition des schroffen Abhangs gegen Süden eine wichtige Rolle, sowie die Erosion durch mehrere Bäche.

### Flora und Fauna
Durch die Südexposition, mit dem heissen Mikroklima und dem kargen Untergrund, entstand eine spezielle Flora und Fauna. Pflanzen, die als «Hungerkünstler» bezeichnet werden, konnten hier gedeihen. Sanfte Eingriffe des Thurgauer Forstamtes führten zur Entstehung eines lichten Fichtenwaldes, der die ideale Umgebung bildete für die Entstehung eines Orchideen-Paradieses. Es wurden 26 verschiedene Arten registriert.
In den sandsteinhaltigen Felshängen haben sich viele Insektenarten, Schmetterlinge und Vögel eingerichtet. Erwähnenswert ist insbesondere der seltene Waldteufel (Erebia aethiops).